# República del Río Grande
La República de Río Grande o Río Bravo va existir des de 1838 a 1840 amb la unió dels estats mexicans de Tamaulipas, Nuevo León i Coahuila.

## Història

### Centralisme
Després que Texas va assolir la seva independència en ser derrotat Antonio López de Santa Anna en 1836, l'exèrcit mexicà es va aquarterar en les ciutats que van formar la nova frontera nord del país. L'extremada militarització de les viles va acabar provocant el rebuig de la població, ja que l'exèrcit es va dedicar més a reprimir les protestes dels ciutadans contra el nou govern centralista mexicà i que no a defensar els mexicans dels indígenes guerrers o de l'amenaça dels assaltants i dels lladres del bestiar. Per això moltes d'aquestes viles hagueren de crear el seu propi exèrcit regional per a defensar-se. Aquest sistema va esdevenir la forma de subsistència de molts pobladors que van començar amb l'intercanvi de mercaderies amb la nova independitzada República de Texas o amb els estats del sud d'Amèrica del Nord o Mèxic. Aquest comerç va constituir un estímul de l'economia no sols regional sinó de Mèxic en conjunt, però el nou govern central va prohibir l'entrada de mercaderies de la nova República de Texas o dels Estats Units, i quan més tard les va tolerar hi va aplicar unes taxes aranzelàries tan cares que impedien l'accés als productes importats, fins i tot és de primera necessitat i els que constituïen part de la dieta bàsica dels mexicans del nord. La conseqüència fou el contraban i l'enriquiment d'uns pocs, a més del descontentament de la població per raons econòmiques.

### Context històric-polític

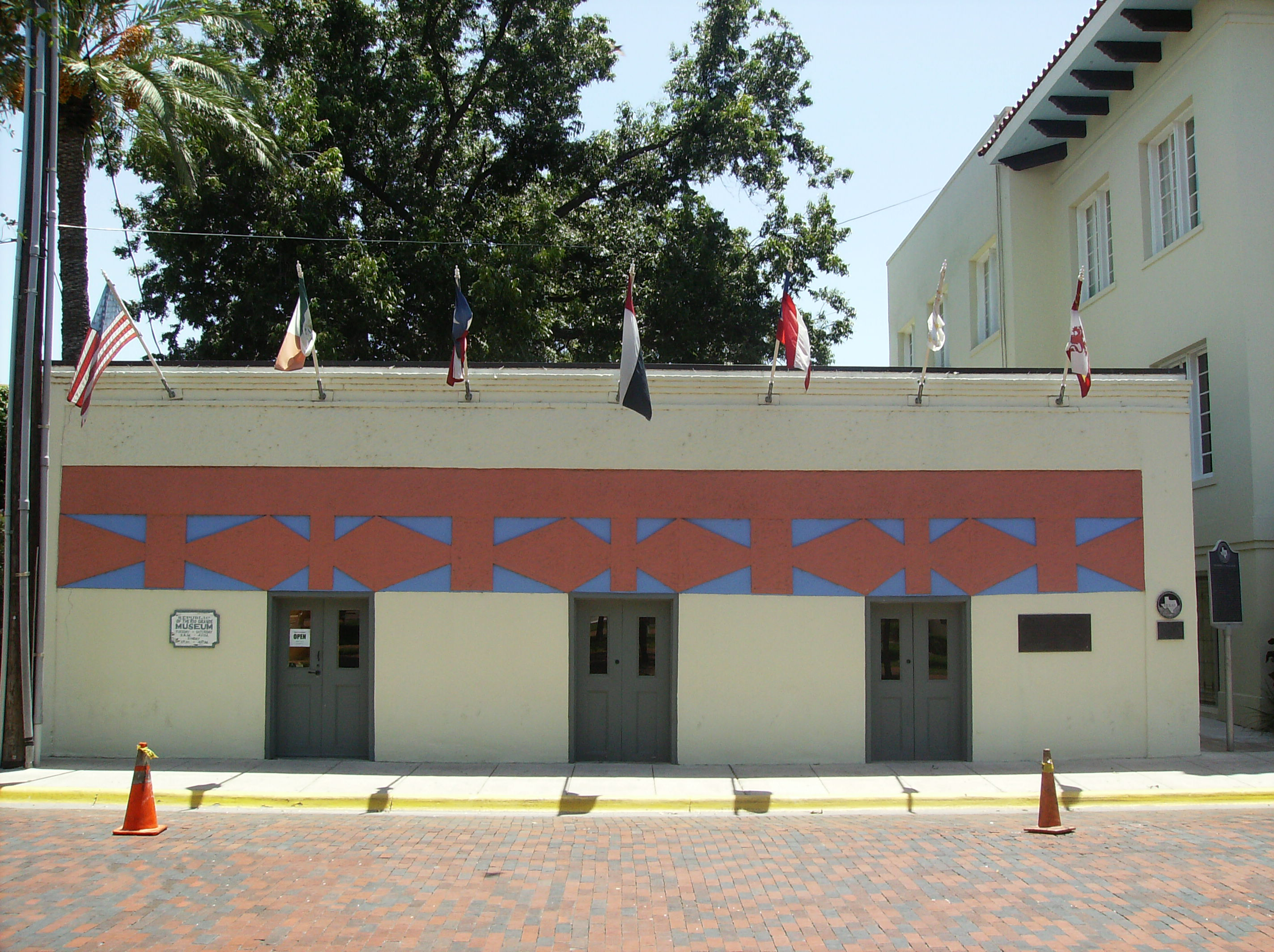
El Museu del Capitoli de la República del Río Grande localitzat en Laredo (Texas).

Mèxic estava dividit en dos grans grups polítics, els Conservadors que s'identificaven més amb un sistema monàrquic o presidencial parlamentari; i els Liberals que s'identificaven més amb un sistema presidencial federal molt similar als Estats Units. Però des de 1835, el govern centralista d'Antonio López de Santa Anna va provocar que diversos liberals intentessin que Mèxic tornés a la constitució federal de 1824. El desig de tenir novament un govern federal va ser especialment fort en els estats del nord de Mèxic, i l'exemple de la recent independència de Texas va influir en les accions separatistes i la declaració d'independència dels estats de Tamaulipas, Nuevo León i Coahuila com un últim recurs contra la dictadura del govern central d'Antonio López de Santa Anna. La dictadura centralista també provocà la separació del Yucatán i de Tabasco.
La nova República del Río Grande no va tenir frontera amb els Estats Units, ja queTexas encara no s'havia incorporat a la Unió. El nou país no només pretendria l'annexió al seu territori d'altres estats mexicans, sinó que també reclamava com frontera entre ell i Texas la riba sud del riu Nueces de Tamaulipas, i la riba sud del riu Medina de Coahuila (la franja entre els rius Nueces i Grande no s'incorporaria definitivament a Texas fins a la guerra entre Estats Units i Mèxic).
La bandera de la república del Rio Grande va tenir tres versions, no gaire diferents La més popular i va onejar en el palau de govern de l'estat de Tamaulipas va tenir els colors roig, blanc i negre, amb tres estelles a la franja vermella. La primera versió era similar a la bandera de Texas amb els colors (roig, blanc i blau), i les tres estrelles sobre la franja vermella; i la segona versió era similar a la bandera de Mèxic, amb els colors (verd, blanc i roig) i les mateixes estrelles.

### Enfrontaments militars
La sublevació començà el 27 de març de 1839. Els principals dirigents foren els militars Antonio Canales, Antonio Zapata i Juan Nepomuceno Molano. Els revoltats van disposar del suport militar de Texas, però amb no el seu reconeixement oficial, ja que Texass no volia posar en perill la seva independència. Durant el 1839 les forces de Canales van tenir èxits militars, però van ser derrotades al desembre a Matamoros i novament al gener per Mariano Arista a Monterrey i a San Fernando de Agua Verde (Coahuila).
A ran de les derrotes, Canales va establir el seu quarter general a San Patricio, Texas, des d'on organitzà una incursió amb participació de 500 texans i estatunidencs que ocuparen Laredo i altres places fins a arribar a Ciudad Victoria, però que foren derrotats prop de Saltillo i es replegaren a Texas. Canales va ser derrotat a Santa Rita (actual Morelos, Coahuila) i Antonio Zapata fou capturat per una traïció i decapitat.
Antonio Canales i Juan Nepomuceno Molano feren una nova incursió des de Texas, i ocuparen Ciudad Victoria on implantaren un goviern local. Però derrotat de nou a Saltillo l'octubre de 1840, Canales negocià la pau amb Arista entrevistaron a los Olmitos. Estava decebut pel poc suport dels texans, i temia estar servint de fet l'expansionisme dels colons anglosaxons a expenses Mèxic.
Canales es rendí finalment el 6 de novembre de 1840 a Ciudad Camargo. Mariano Arista va donar llibertat a Juan Nepomuceno Molano par actuar políticament a Tamaulipas i nomenà Canales comandant militar de les viles del nord. Es creà així una aliança política que va beneficiar més tard a Mariano Arista durant el seu període presidencial de 1851 a 1853.